# D'amour et d'eau fraîche (film, 2010)
Pour les articles homonymes, voir D'amour et d'eau fraîche.
Pour plus de détails, voir Fiche technique et Distribution.
D'amour et d'eau fraîche est un film français réalisé par Isabelle Czajka, sorti en 2010.

## Synopsis
Julie Bataille (Anaïs Demoustier) a 23 ans et, malgré ses diplômes, ne trouve pas de vrai travail. Elle travaille d'abord comme stagiaire dans une boîte de communication puis enchaîne les petits boulots. Au cours d'un entretien d'embauche, elle rencontre Ben (Pio Marmai), un jeune homme marginal épris de liberté, qui vit entre autres de petits trafics. Il lui propose de le rejoindre dans le Sud-Ouest durant l'été. Julie refuse dans un premier temps puis, sur un coup de tête, plaque tout et part le rejoindre.

## Fiche technique
- Titre : D'amour et d'eau fraîche
- Réalisation : Isabelle Czajka
- Scénario : Isabelle Czajka
- Musique : Éric Neveux
- Photographie : Crystel Fournier
- Montage : Isabelle Manquillet
- Production : Patrick Sobelman
- Sociétés de production : Agat Films & Cie, Pickpocket Productions et France 3 Cinéma, en association avec la SOFICA Cinémage 4
- Société de distribution : BAC Films
- Pays de production :  France
- Langue originale : français
- Genre : drame
- Format : couleur - 35 mm - 1,85:1 - Dolby Digital
- Durée : 90 minutes
- Dates de sortie :
  - France : 10 juillet 2010 (Paris Cinéma),
  - France : 18 août 2010 (sortie nationale)
  - France : 4 janvier 2011 (sortie DVD)

## Distribution
- Pio Marmai : Ben
- Anaïs Demoustier : Julie Bataille
- Laurent Poitrenaux : Bernard
- Manuel Vallade : Matthieu
- Adélaïde Leroux : Laure
- Océane Mozas : Diane
- Armonie Sanders : Charlotte
- Jennifer Decker : Laura
- Donia Mohamed : Safia
- Guillaume Verdier : l'employé à Disney

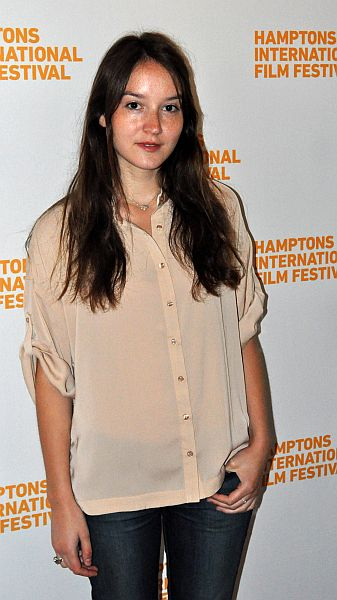
L'actrice principale Anaïs Demoustier en octobre 2010. Sa performance lui vaut une nomination au César 2011 du meilleur espoir féminin.

- Yann-Gaël Elieouet : serveur de la boîte de nuit
- Patrick Sobelman : le patron du Photo-Service
- Grégory Herpe : le capitaine des douaniers
- Christine Brucher : Corinne
- Stéphane Chivot : l'homme de la boîte de nuit
- Mohammed Bouaoune : Jamel
- Julien Haurant : le serveur Cojean
- Alexandre Carrière : le recruteur
- Jean-Michel Molé : le retraité
- Frédéric Zajderman : l'homme de l'autoroute
- Christian Julien : le vigile
- Romain Ogerau : le flic en civil
- Ethan Haut : Lucas
- Quentin Gonzalez : Émile
- Elisa Heusch : Rosalie
- Jean-Christophe Menanteau : Arnaud
- Charlotte Hirsch : Daphné
- Jean-Marc Dugat : le chauffeur de taxi
- Brigitte Mazères : la cliente du Photo-Service
- Stéphane Avril : le garçon de café
- Paul Tomasoni : le 2e recruteur
- Manon Harsigny : l'employée Disney
- Richard Bantegny : un douanier
- Stéphane Boulay : ?

## Distinctions

### Nominations
- Anaïs Demoustier et Pio Marmai ont été nommés respectivement dans les catégories Meilleur espoir féminin et Meilleur espoir masculin des Césars 2011

## Analyse
Le film glisse de l'analyse du monde du travail vers le road movie.
Le titre du film fait référence à la réponse des parents pour qui on ne peut pas vivre d’amour et d’eau fraiche. Il évoque le rêve d'un autre idéal de vie que celui que propose la société.